# Superintendentura Bydgoszcz II Ewangelickiego Kościoła Unijnego
Superintendentura Bydgoszcz II Ewangelickiego Kościoła Unijnego – jednostka organizacyjna Ewangelickiego Kościoła Unijnego w Polsce istniejąca w okresie II Rzeczypospolitej i obejmująca grupę gmin kościelnych (zborów) czyli parafii tego Kościoła. Obok niej istniała także Superintendentura Bydgoszcz Ewangelickiego Kościoła Unijnego.

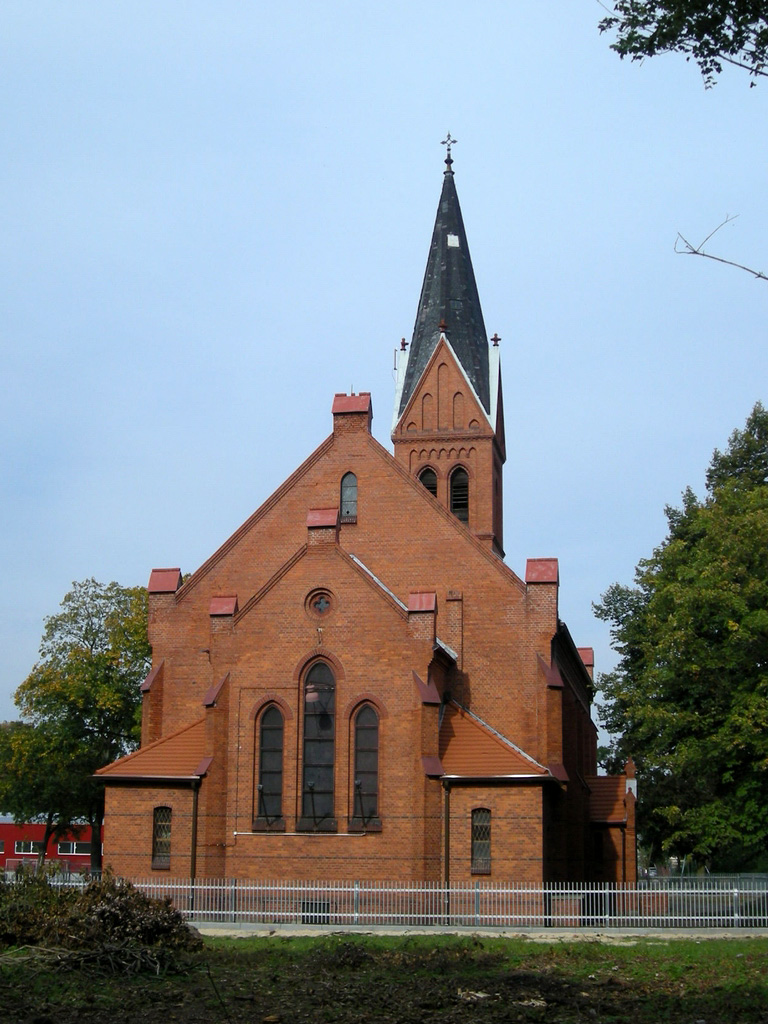
Dawny kościół ewangelicki w Cielu, obecnie katolicki kościół Matki Boskiej Bolesnej

## Dane statystyczne

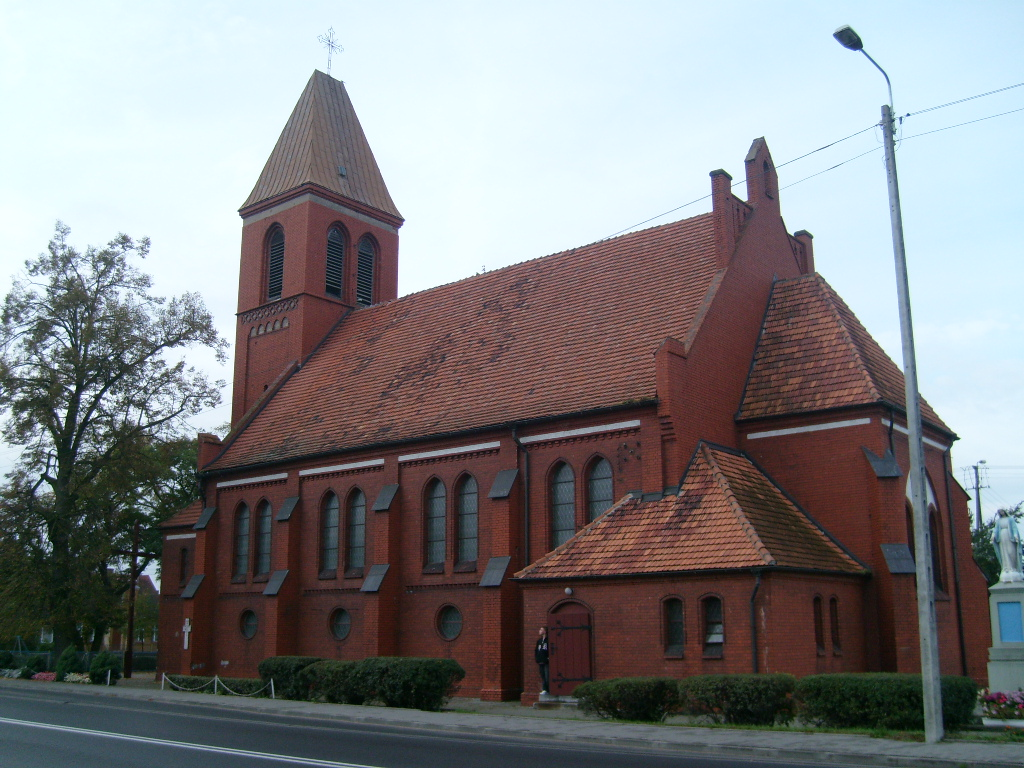
Dawny kościół ewangelicki w Rynarzewie, obecnie katolicki kościół pw. św. Stanisława

| Parafia                   | Liczba wiernych (1937) |
| ------------------------- | ---------------------- |
| Łukowiec pow. Bydgoszcz   | 600                    |
| Ciele pow. Bydgoszcz      | 1212                   |
| Koronowo pow. Bydgoszcz   | 1012                   |
| Gogolin pow. Bydgoszcz    | 994                    |
| Brzoza pow. Bydgoszcz     | 660                    |
| Kruszyn pow. Bydgoszcz    | 450                    |
| Łabiszyn pow. Szubin      | 900                    |
| Łochowo pow. Bydgoszcz    | 745                    |
| Mąkowarsko pow. Bydgoszcz | 510                    |
| Rynarzewo pow. Szubin     | 1050                   |
| Szubin                    | 1455                   |
| Sicienko pow. Bydgoszcz   | 469                    |
| Wtelno pow. Bydgoszcz     | 467                    |